# مارغريت لويد
مارغريت لويد (بالإنجليزية: Margaret Lloyd)‏ هي مغنية أوبرا ومغنية أمريكية، ولدت في 1973.